# 津久見市立越智小学校
津久見市越智小学校（つくみしりつ おちしょうがっこう）は、大分県津久見市にある公立小学校。現在は休校中。

## 通学区域
- 通学区域 - 大字四浦のうち字落ノ浦、字田の浦、字摺木、字松ケ浦、字狩床、字大元、字西泊、字間元、字高浜[1]

越智小学校区全域が休校中の津久見市立四浦東中学校の通学区域であり、津久見市立第一中学校の通学調整区域となっている。